# Jean-Pierre Brouillaud
Jean-Pierre Brouillaud, född i Bordeaux 1969, är en fransk författare främst känd för sin debutroman Jeu, set et match om den argentinske tennisspelaren Guillermo Vilas, en bok som bland annat omnämnts i Bodil Malmstens Och en månad går fortare nu än ett hjärtslag. 2013 släpptes även hans roman Martin Martin.